# Dubbeloog
De dubbeloog (Ypthima asterope) is een vlinder uit de onderfamilie Satyrinae van de familie Nymphalidae (aurelia's). De wetenschappelijke naam is voor het eerst geldig gepubliceerd in 1832 door Johann Christoph Friedrich Klug.
De soort komt voor in Europa.
1. ↑  (en) Dubbeloog op de IUCN Red List of Threatened Species.